# Argelia (Cauca)
Argelia – miasto w Kolumbii, w departamencie Cauca.